# Parque nacional Retezat
El parque nacional Retezat es una reserva natural ubicada en los montes Retezat, una sierra de la cordillera de los Cárpatos, en el distrito de Hunedoara, Rumanía.
El parque contiene más de 60 picos por encima de 2300 metros y más de 100 lagos glaciares claros. En 1935 el gobierno de Rumanía reservó una zona de los montes Retezat creando el primer parque nacional del país. Actualmente el parque tiene 381 kilómetros cuadrados. La zona protege uno de los últimos bosques vírgenes de Europa y la más grande zona aislada del continente en la que hay un bosque mixto prístino. El pico más alto de los montes Retezat, Peleaga, de 2.509 m s. n. m. se encuentra en el parque. 
La flora está formada por aproximadamente 1190 especies, de las que 130 están amenazadas o en peligro. Lobos, osos, jabalíes, linces, gatos monteses, rebecos, corzos y venados, así como pequeñas especies de carnívoras como el tejón y la nutria pueblan el parque. 
La reserva científica Gemenele es una zona estrictamente protegida del parque en la que se encuentra el bosque primario.
En 1979 el Programa Hombre y Biosfera de la UNESCO incluyó al parque en la red internacional de reservas de la biosfera.

## Enlaces externos

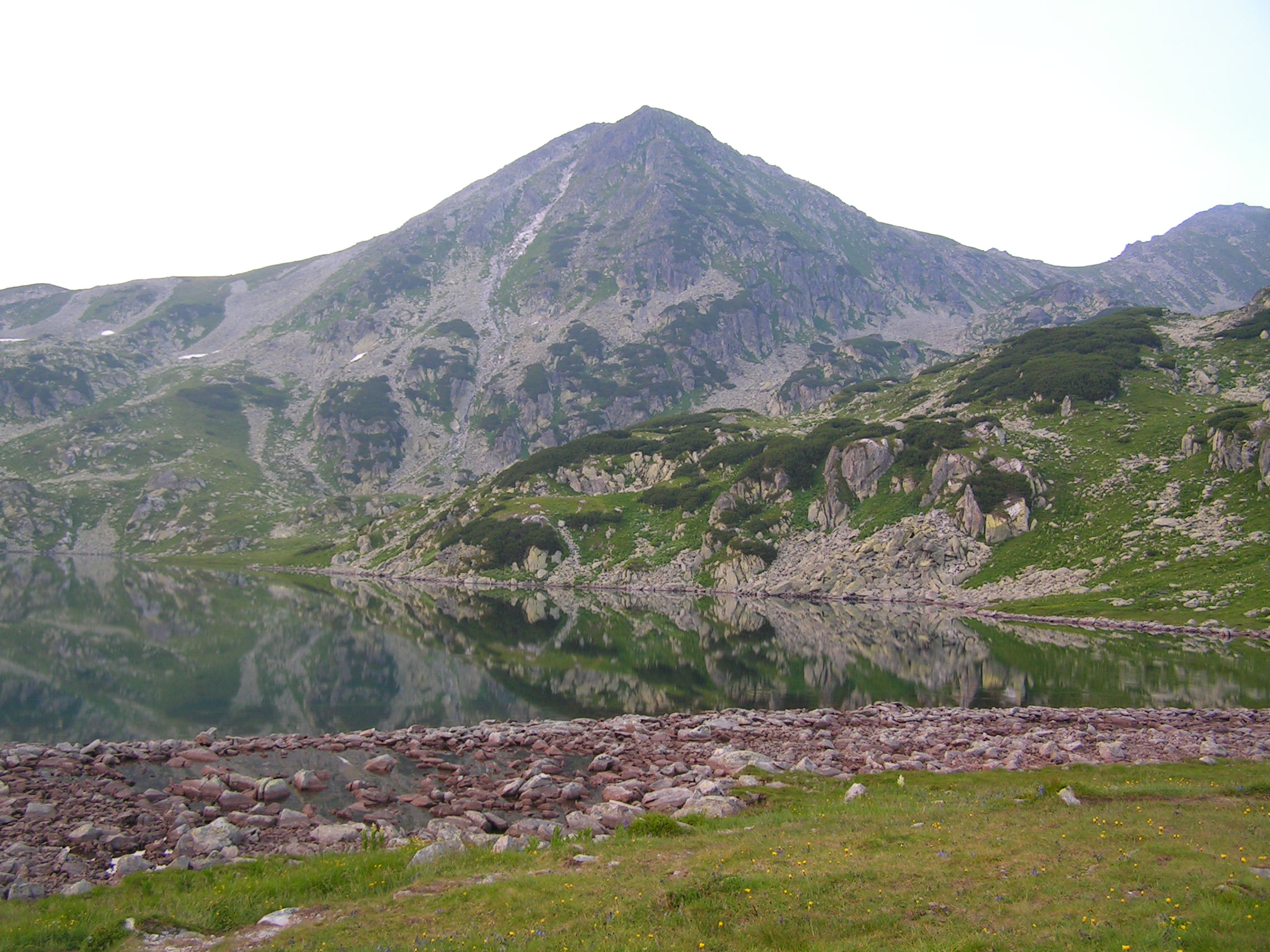
Montes Retezat, cerca del lugar de acampada de Bucura.